# Hydrotaea ringdahli
Hydrotaea ringdahli är en tvåvingeart som beskrevs av Stein 1916. Hydrotaea ringdahli ingår i släktet Hydrotaea och familjen husflugor. Arten är reproducerande i Sverige. Inga underarter finns listade i Catalogue of Life.